# Dansarbergs naturreservat
Dansarbergs naturreservat är ett naturreservat i Östhammars kommun i Uppsala län.
Området är naturskyddat sedan 2022 och är 139 hektar stort. Reservatet ligger vid kusten öster om Östhammar och består av frodiga kalkbarrskogar med sumpskogar, hällmarker och åkermarker.